# 歴史教科書問題

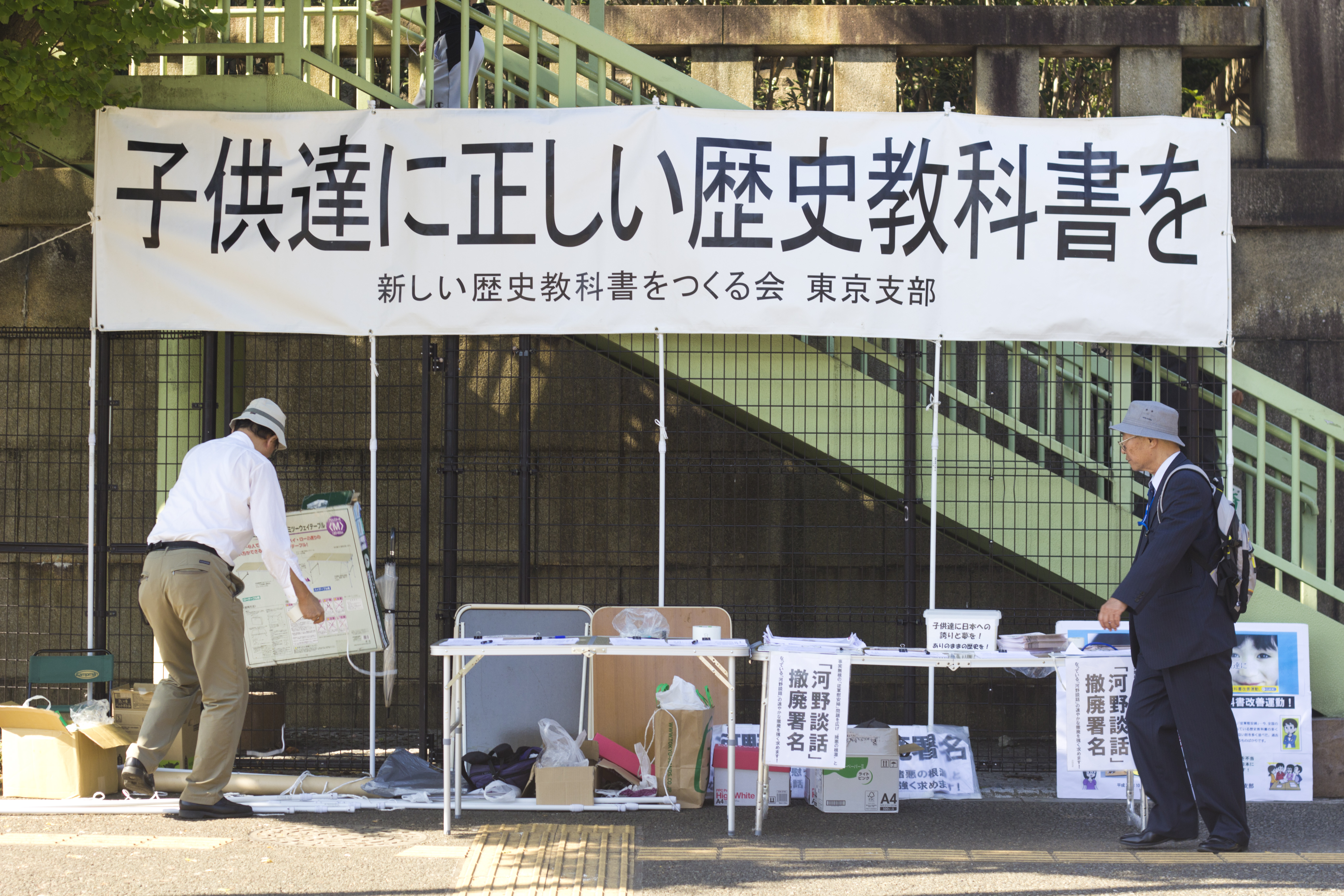
靖国神社近辺で街宣活動をする「新しい歴史教科書をつくる会東京支部」（2014年10月19日）

歴史教科書問題（れきしきょうかしょもんだい）では、歴史教科書の記述や、ある歴史の認識や解釈をめぐって国内や関係各国で発生した諸問題を扱う。

## 日本の歴史教科書問題

### 戦前
1903年（明治36年）及び1909年（同42年）の小学校で使用されている国定教科書改訂において、南北両朝は並立していたものとして書かれていた。1910年（同43年）の教師用教科書改訂にあたって問題化し始め、大逆事件の秘密裁判での幸徳秋水の発言が、これに拍車をかけた。1910年改定「尋常小学日本歴史」の南北朝並立の記述に対し、南朝を正当とする立場から批判を受けた。翌年、南朝を正当とする再訂版を発行することになった。
1914年(大正3年)9月13日、東京日日新聞の「支那政府に厳談せよ」記事で、中国の反日的な教科書に対する抗議を主張したことをきっかけに、日中両国が互いに相手の教科書を問題として外交問題になった。

### 黒塗り教科書
1945年（昭和20年）8月、連合国軍最高司令官総司令部（GHQ）による軍国主義・国家主義的な教育からの転換を受け、修身、日本史、地理の授業停止と、教科書の回収・廃棄が行われた。また、GHQが検閲で不適切と判断したものは書き換えられるか、墨塗りされた。
1952年（昭和27年）、サンフランシスコ講和条約が発効された。これを機に、占領政策の是正が始まった。
1955年（昭和30年）8月13日、日本民主党が“教科書問題報告”として『うれうべき教科書の問題』（全3集）を発行。さらに翌年には発足したばかりの自由民主党が教科書法案を国会に提出するも野党の猛反発にあい、衆院こそ通過したものの審議未了で廃案となった。歴史偏向教育が問題視されることになったことを受けて、1956年（昭和31年）、文部省は『教科書法案』を国会に提出したが、廃案となった。その後、専任の教科書調査官が設置され、教科用図書検定は強化されることになった。

### 家永教科書裁判
1962年、家永三郎らによって執筆された高等学校日本史用の教科書『新日本史』（三省堂）が教科用図書検定で不合格となった。これに対し、家永三郎は「教科用図書検定は検閲に当たり、憲法違反である」として3回にわたって日本国などに対して裁判を起こした。第1次訴訟と第3次訴訟では、一部家永側の主張が認められ、国の裁量に行きすぎがあったとされたものの、家永の主張の大半は退けられ、日本国憲法下において教科用図書検定は制度として合憲・適法とされた。教科用図書検定について争われた裁判には、ほかに例が少なく、判決理由として示された事項は、現代社会における教育裁判でも参考にされる。

### 第一次教科書問題
1979年に『新憂うべき教科書の問題』、1980年に『疑問だらけの中学教科書』が発行。内容について国会でも取り上げられ、教科書検定に社会的関心が高まった。1981年から1982年にかけて文部省が教科書検定を通じ、高校の社会科関係で、｢天皇｣｢明治憲法｣｢戦争の歴史｣｢憲法九条｣｢自衛隊｣｢愛国心｣｢北方領土｣｢国民の権利と義務｣｢原子力｣｢公害問題｣｢住民運動｣等の表現･取扱いについて批判的記述を抑え、過去の日本の正当化･現状の肯定化図る方向で厳しい検定を行った。
また、各新聞の1982年（昭和57年）6月26日付朝刊が、日本国内の教科用図書検定において、昭和時代前期の日本の記述について「日本軍が「華北に『侵略』」とあったのが、文部省（現在の文部科学省）の検定で「華北へ『進出』」という表現に書き改めさせられた」と報道され、日本と中国、韓国との間で外交問題に発展した。このような、教科書検定の強化、もしくは、教科書の『侵略』という表記を『進出』と改定したことが、第一次教科書問題と呼ばれる。
とくに後者については、中国において1982年7月20日前後から「歴史教科書改ざん」キャンペーンが展開された。7月26日に中国政府から日本政府に正式に抗議が行われた。この問題に関連して、小川平二文部大臣が「外交問題といっても、内政問題である」などの発言をし、松野幸泰国土庁長官が「韓国の歴史教科書にも誤りがある」「日韓併合でも、韓国は日本が侵略したことになっているようだが、韓国の当時の国内情勢などもあり、どちらが正しいかわからない」と発言をしたことから、韓国からも強い反発も招き、韓国の『東亜日報』は21日のトップ記事で侵略美化を憂慮する報道をした。この問題を解決するため、8月26日に『「歴史教科書」に関する宮澤喜一内閣官房長官談話』が発表されたが、中国は「宮沢官房長官談話には満足しうる明確かつ具体的是正措置がなく、中国政府はこれに同意できない。」と回答。同日、小川文相が国会の教科用図書検定調査審議会への諮問に「隣接諸国との友好親善に配慮すべき」との一項目を加えることを表明した。それにより、9月9日に中国政府は「まだ暖昧ではっきりせず満足できない部分もあるが、これまでの説明に比べれば一歩前進したものであり、今後採られる具体的行動及びその効果を更に見守ってゆく」と了承し、韓国政府も「日本政府の努力を多とする」と回答して、外交的には収束した。このような対応をとった背景として、鈴木首相の訪中が決まっており、日本政府は問題の早期解決を測ったことがあげられる。
文部省においては、教科用図書検定基準の中に「近隣のアジア諸国との間の近現代の歴史的事象の扱いに、国際理解と国際協調の見地から必要な配慮がなされていること」という近隣諸国条項の追加が談話と連動して行われた。文部省内では、中国と韓国に関する教科書会社の過去の侵略事実の存在を認める記述について承認し、訂正要求はできないという雰囲気に陥ったという。このとき文部官僚として条項導入を担当した加戸守行は、「一方の教科書会社側は『削れるものなら削ってみろ』という勢いで自虐史観の記述を強めていき、条項導入前より過激な内容になった」と当時の状況について述べている。
韓国では1983年6月に『中央日報』と『朝鮮日報』が、高校教科書検定の実態が明らかになると1984年6月に『朝鮮日報』が連載記事を掲載し、日本の教科書問題に関心を持ち続けるようになった。
なお、この問題のきっかけとなった報道は誤報であるとして、その原因は文部省の記者クラブの合同取材に拠るもので、ある記者が勘違いした内容を取材に参加していた各メディアが一斉に報道したためであるという主張もある。日中戦争で「進出」ではなく「侵入」「侵攻」への書き換え、「侵略」の削除や、東南アジアでは「進出」への書き換えがあった が、報道中の中国華北地域については文部省が「侵略」を「進出」に書き換えさせた例は無かったという。この観点から、この事件を教科書誤報事件と呼ぶ者もいる。しかし、そもそも新聞各社の報道の核心は、教科書検定で教科書記載の旧日本の侵略に関する表現が弱められていたことであり、また、中国ないし華北のみの問題でもなかった。また、華北についても新聞報道で明確にこの年の検定で「侵略」が「進出」に変えられたとされていたわけではなく、例えば読売新聞は教科書会社が前年の様子から検定に出す前の原稿本段階で「侵略」の記載を断念し「進出」としたと語っていることを報じており、記事本文では一般的な形であれば多くの新聞社が以前からの圧力で内容が変わっていったことを報じている。

### 第二次教科書問題
「日本を守る国民会議」（現・日本会議。以下「国民会議」）・原書房刊で1987年に発行された高校用教科書『新編日本史』を中国が批判。中曽根康弘首相が文部省に検討を要請し、5月27日に異例の再審議が行われた。これは第二次教科書問題ともいわれる。この『新編日本史』は「皇室への敬意を育む」「神話を通して建国を理解させる」などの方針に基いて編纂されており、天皇の人間宣言を掲載しないなど天皇中心の記述が多かった。特に人間宣言非掲載については4回にわたる文部省との折衝の焦点となり、『新編日本史』を作成した国民会議側は「人間とか神格否定の語句だけは絶対入れたくない」と主張した。こうしたさなか国民会議支援の懇談会が不二歌道会、新日本協議会など40数団体が集結して開かれ、政府・文部省に対する糾弾大会の開催が決定した。結局『新編日本史』は検定に合格したものの昭和62年8月の締め切りで32校8900部に留まるなど採択率は低く、その理由として朝日新聞が批判記事を書いたことを「悪質な妨害活動」と神社新報は糾弾している。
なお一連の件について家永自身は「立場は違うが、検定で落とせとは口が裂けても言えない」と語り、教科書は自由発行・自由採択であるべきとの、長年の持論を述べた。

### 新しい歴史教科書と修正要求
第一教科書問題を発端に、以降も90年代から2000年代にかけて歴史教科書問題は、歴史認識問題と連動してしばしば中国・韓国との外交問題となってきた。産経新聞曰く「中国・韓国の主張を記述する過度な配慮がある教科書が目立ち、中国・韓国が外交問題にする可能性がある部分には検定意見は付けないというように近隣諸国条項が呪縛になっている」。
1995年、戦後50年にあたるこの年に教科書検定申請された中学校歴史教科書に『従軍慰安婦』が記載された。これらの記述が自虐的であるとして、社会的な問題になった。1997年、「新しい歴史教科書をつくる会」が発足。自虐的な史観から脱却した『新しい歴史教科書』（扶桑社）の作成を開始した。
教科書検定を間近に控えた2001年3月16日、大江健三郎等17名は、「検定申請本から「従軍慰安婦」「燼滅作戦」「731部隊」などへの言及が激減し、日本の朝鮮植民地支配や中国侵略を正当化している」と主張。「加害の記述を後退させた歴史教科書を憂慮し、政府に要求する」という要望書を公表した。新しい歴史教科書をつくる会によって執筆された『新しい歴史教科書』 は、4月3日、中学校社会科の歴史教科書として教科書検定に合格した。同時に韓国マスコミによる反日世論を背景にした韓国政府による外交圧力での日本の学校教科書への干渉と修正要求が始まり出し、当時の金大中政権は扶桑社教科書25項目、他7社の教科書10項目、計35項目の修正を日本政府に要求した。

### 日韓歴史共同研究報告
2001年の日韓首脳会談の合意に基づき、2002年から2005年にかけて、日本と韓国共同で、歴史研究が行われた（第2回日韓歴史共同研究）。2007年から2010年にかけて、第2回日韓歴史共同研究が行われた。第2回日韓歴史共同研究では、韓国側の要求により教科書が研究テーマに加わえられた。日本側委員の一人だった永島広紀によると、韓国側では日本側に無断で教科書問題を古代史の研究テーマに加えようとするなど、教科書担当以外のグループが教科書問題に介入を始めた。日本側が抗議すると、韓国側の古代史担当者の一人が「人格攻撃を受けた」と言い出し、長期間会合が紛糾したこともあったという。2010年3月に報告書が公開されたが、この研究が日本の歴史教科書に影響を与えたことは無かったとされる。
なお、同時期の2004年から2006年にかけて、日中歴史共同研究が行われたが、報告書のうち、戦後のパートについては中国政府の要望で非公開になっている。

### 大学入学試験記述問題
2004年1月に行われた大学入試センター試験における世界史B第1問, 問5で、「日本統治下の朝鮮で、第二次世界大戦中、日本への強制連行が行われた」との選択肢が正答に設定されていたことに対して、ある受験者が「第二次大戦当時の言葉としてはなかった」と、採点からのこの問題の除外を求める仮処分申し立てを2004年2月に東京地方裁判所に起こした(2004/2/4 産経新聞)。

### 沖縄戦の集団自決記述と訂正
2006年、教育基本法が改正。2007年、教科用図書検定調査審議会第二部会日本史小委員会は、手榴弾の配布などを通じて沖縄における集団自決への軍の関与は大きかったと考えられるとしながらも、その他の種類の影響力もあった可能性もあるとして、教科書では単純化された記述を避けるべきだとし、高校日本史の検定において、日本軍の「強制的関与」に関する記述が削除された。これに対し、大きな論争を呼び、沖縄県議会及び全市町村議会において「検定意見撤回・軍関与記述の復活」を求める決議案が可決された。
2007年、9月29日には宜野湾海浜公園において、主催者発表で11万人（諸説あり）が参加したとする超党派の県民大会が開催された。大会では、文部科学省の教科書検定意見の撤回を求め、集団自決の軍による強制という記述の復活を求める決議があげられた。これを受け、一部の教科書では、翌年の訂正申請で日本軍の「強制的関与」に関する記述が復活した。

### 八重山教科書問題
2011年、沖縄県の八重山地区(石垣市、与那国町、竹富町)で、文部科学省が2002年8月に出した通知、「教科書制度の改善について」に基づく改革の実施に対し、「新しい歴史教科書をつくる会」の自由社・育鵬社の中学歴史・公民教科書の採択反対を主張する勢力が、「つくる会」系教科書の採択のための改革と主張。改革に対するネガティブ・キャンペーンとしての教科書採択を巡る騒動へと発展した。当初、この騒動は歴史の教科書に重点が置かれていたが、育鵬社版の公民の教科書が採択されると、与那国島への自衛隊配備反対を主張する勢力も加わり、自衛隊配備に対するネガティブ・キャンペーンとしての性質も帯びることとなった。

### 菅義偉内閣閣議決定
2021年4月27日、菅義偉内閣は、慰安婦問題と朝鮮半島から日本への労働者動員について、「従軍慰安婦」「強制連行」という用語を用いることは不適切な表現とする答弁書を閣議決定した。菅内閣の閣議決定を踏まえて、中学社会や高校の地理歴史、公民の教科書にある「従軍慰安婦」と「強制連行」の記述について、教科書会社7社が相次いで訂正申請を文部科学相に出し、承認された。この閣議決定により、ほぼすべての教科書が「従軍」の記述を削除したものの、政府見解を併記して記述を残した教科書でも文部科学省の検定を通過している事実が判明している。

## 韓国の歴史教科書問題
韓国は、日本の教科書の記述が自国の歴史認識と異なるとして、日本に対して抗議をおこなうことが多い。一方、北朝鮮が教科書に「1950年、南朝鮮が米帝と手を組んで北朝鮮を軍事的に侵攻した」、中国が「中国人民解放軍は朝鮮半島を解放させるため、参戦した」との記述をしていても、沈黙している。韓国では歴史学、教育学界で革新派（韓国左派）が優勢なために検定教科書を支持し、保守派は2002年に検定教科書制度導入後に教育現場で使われている歴史教科書が「反米的で北朝鮮に甘い」と批判して国定教科書の導入を推進してきた。韓国の教育現場で使われる検定教科書の多くは主に朴正煕による韓国の開発独裁時代を北朝鮮より批判した内容で、日本の統治時代が韓国（朝鮮半島）の近代化に寄与した面があったことを載せず、金一族の独裁世襲批判と「韓国が朝鮮半島で唯一の合法政府」などの北朝鮮批判記述が削除されている。このように日本の教科書批判を行うが、韓国も保守派と革新派の対立から教科書問題を抱えている。

### 再国定化および革新派と保守派の対立
軍事独裁政権下の1974年に朴正煕が導入した国定の歴史教科書が長く使われてきたが、歴史学会や国民から批判を受けて、リベラル派（革新系）の盧武鉉政権が2007年に国定制度の廃止を決定。その後は検定制度が導入されて、複数の民間企業が教科書を作成し、学校側が自主的にそれを選ぶという仕組みに変わった。
しかし実際に出来た検定教科書が革新派系に偏ったため、保守派の李明博が政権につくと、再び国定教科書復活へ向けた揺り戻しが始まり、同じく保守派の朴槿恵政権がこの動きを本格化し、教育部が国定化を議論する討論会を開いた。ところが、これには韓国の歴史学会（革新系）が「政権ごとに異なる『国論』に立脚して国定教科書を作るということは、時代錯誤的発想でしかない。むしろ『国論分裂の種』を撒くことになる」と猛反発し、朴正煕時代をはじめとする過去の独裁政権時代や日帝時代が美化されるという懸念を訴え、歴史を教える教師の97%が国定化に反対するとした調査結果も公表された。一方で保守系の団体は、民主化運動や反政府デモなど革新派運動を取り上げる量が多すぎると批判した。
革新派と保守派はそれぞれが双方の歴史観に対して非難で応酬していたが、「正しい歴史」と称する韓国高校歴史教科書をめぐる左右両派による激しい「歴史戦争」は革新派の勝利に終わった。2014年3月からの新学期を前に、保守派の執筆した教学社の『韓国史』は検定を通過したが、その教科書は学校側で（1校を除いて）採択されなかったからである。当初は、約20校が一旦は教学社の教科書採択を決めたが、革新系の教員労組「全教組」や野党、市民団体、同窓生、父母などが抗議に押しかけ、脅迫電話が鳴り続けるなどしたために、後にすべての学校が採択を取り消してしまった。
ニューズウィーク誌は、軍事独裁者朴正煕の娘である朴槿恵は、国定教科書によって父の時代を美化したいのかもしれないと指摘しながら、「韓国の歴代政権は、日本が歴史教科書で過去を歪曲しているとして非難を繰り返してきた。その韓国で教科書が再び国定化されれば、歴史問題で日本を批判してきた韓国政府は自己矛盾に陥りかねない。再国定化すれば、政権は自国の歴史を自分たちの都合のいいように『修正』する誘惑に駆られるからだ。」と書いて、無理強いすれば、父の独裁政権への再批判という火の粉が自分に降り掛かることになると指摘した。
2014年3月から韓国で一部採択される教学社による教科書は日本の植民地支配が朝鮮半島を近代化させたと記述し、李承晩、朴正煕大統領を肯定的に扱い6・15南北共同宣言を批判的に扱っている点が歴史を歪曲するものとして騒動になった。
2015年10月12日、政府は韓国史の教科書を再び国定化することを発表した。新しい国定教科書は2017年入学生から使用される予定であった。しかし、実際に採用した学校はほとんどなく、さらに政権交代によって革新派の文在寅が大統領に就任すると、選挙中の公約であった国定教科書廃止、検定制度の復活を指示したため、国定教科書が日の目を見ることはなかった。

### 中国と韓国の争点
1980年ごろから中国の歴史学会では、古代の朝鮮半島東北部地域が、中国人が建国した箕子朝鮮、衛氏朝鮮の故地であり、漢四郡が置かれた地域であることから、卒本川（現在の中国遼寧省）に建国された高句麗も中国の地方政権であったと提唱がされ、中国社会科学院を中心とした「東北辺疆歴史与現状系列研究工程」を経て、2004年7月20日に人民日報が「高句麗は漢・唐時代に中国東北にあった少数民族の政権であった」と報じた。これに対して、韓国は檀君神話による建国ナショナリズムの発揚をもって対抗し、韓国の歴史教科書「国史」の2004年度版には「高句麗は満州と韓半島にかけて広い領土を占め、政治制度が完備した大帝国を形成し、中国と対等の地位で力を争った。」と記された。

## 多国間での歴史教科書への取り組み

### ドイツの歴史教科書の変遷
第一次世界大戦以前の帝政ドイツでは、国民国家の教育として、「自国の戦争は正当防衛、他国の戦争は侵略戦争、他国の征服は文明を広め、福音の光を点し、高い道徳や禁制ほか高貴なことを広めた」と信じるよう教育された。
1925年、知的協力国際委員会は、カサレス決議にて「諸民族間の精神的接近を達成するための最も有効な方法の一つが、青少年を他国に対する重大な誤解に導きうる誤った印象を与える性質の内容を教科書から抹消、訂正することにあるとの理解に基づき」、各国委員会に対し互いに修正要求を送るよう、協力を要求したが、高い評価を得た一方、拘束力が無く、1926年から1930年の間に3件適用されるにとどまった。1930代の国際会議においてドイツは非協力的であり「ナショナリズムに刻印された歴史教育を弁護して、共同作業を不可能にした」。
1944年、連合国は1933年以前のヴァイマル共和国の全教科数百点の教科書を検査、そのまま使用に耐えうるものは小学校用の8冊のみ、と否定的結論を下し、ドイツ占領後の約1千点の教科書に対しては、さらに厳しい見解を示した。

#### 多国間の歴史教科書刊行
第二次世界大戦後、1950年からドイツ・フランス間で、1972年からドイツ・ポーランド間で教科書改善が開始され、2008年、ドイツ・フランス共通歴史教科書を刊行するに至った。

### 日本の周辺国の歴史教科書の問題点
米スタンフォード大学アジア太平洋研究センターによる日中韓米台の歴史教科書比較研究では、「日本の教科書は戦争を賛美せず、最も抑制的」「非常に平板なスタイルでの事実の羅列であり、感情的なものがない」と最も評価した。逆に、韓国の歴史教科書については「韓国は日本が自国以外に行った行為には興味はなく、日本が自分たちに行ったことだけに関心がある。」とし、自己中心的にしか歴史を見ていないと指摘した。また、中国の歴史教科書は「共産党のイデオロギーに満ちており、非常に政治化されている。」との批判がされている。

### 共同の歴史教科書製作計画

#### 民間プロジェクトと批判
2004年（平成16年）8月、中国社会科学院近代史研究所の呼びかけで、中華人民共和国・大韓民国・日本の一部の識者共同で歴史書を制作することが発表され、2005年（平成17年）5月に3か国で発売された(邦題『未来をひらく歴史：日本・中国・韓国=共同編集　東アジア3国の近現代史』)。日本人右派によって製作された『新しい歴史教科書・改訂版』の2005年の検定・採択への対抗が優先され、中国・ハンギョレなど韓国左派・日本人左派によって製作されている。そのため、この歴史書の特徴について、毎日新聞ソウル支局長の下川正晴は「日本の侵略ＶＳ中韓の抵抗と規定し、これを「民衆の被害」に焦点を合わせて記述している。」こと、中北を中心に中北韓側に立った内容であること、日本語版と中国語版では朝鮮戦争は「半島南部の解放」のための戦争であったと「北朝鮮による南侵」を記述した韓国語版とは異なることを書いていること、大躍進政策・文化大革命・天安門事件といった中国共産党の失政に批判的な記述が無いことなどから、中国共産党史観の歴史書と批判的評価を下している。